# Protosticta reslae
Protosticta reslae is een libellensoort uit de familie van de Platystictidae, onderorde juffers (Zygoptera).
De wetenschappelijke naam van de soort is voor het eerst geldig gepubliceerd in 2000 door van Tol.